# Mike O’Brien (projektant gier)
Mike O'Brien – amerykański projektant gier, jeden z trzech założycieli i obecny prezes studia ArenaNet, które zajmuje się tworzeniem gier komputerowych z serii Guild Wars, oraz jeden z głównych projektantów tych gier. Wcześniej pracował jako dyrektor firmy i główny programista w Blizzard Entertainment, gdzie opracował silnik renderujący grafikę 3D dla gry Warcraft III: Reign of Chaos oraz kierował rozwojem sieci Battle.net. Pracował także nad grami Warcraft II: Tides of Darkness, Diablo i StarCraft, gdzie między innymi zaprojektował i stworzył archiwa MPQ stosowane we wszystkich grach Blizzarda. Mike O'Brien był opisywany jako jeden z najbardziej wpływowych ludzi w branży gier wideo we wrześniu 1999 r. według magazynu „PC Gamer”.
W 1994 roku, Mike O'Brien opracował również emulator Apple II dla Windows o nazwie AppleWin.